# Pattinaggio di velocità ai IV Giochi olimpici invernali - 10000 m maschile
La competizione dei 10000 metri maschili di pattinaggio di velocità dei IV Giochi olimpici invernali si è svolta il giorno 14 febbraio 1936 allo stadio del ghiaccio Rießersee di Garmisch-Partenkirchen.

## Risultati
| Pos.    | Atleta              | Nazione     | Tempi Parziali | Tempi Parziali | Tempi Parziali | Tempi Parziali | Tempi Parziali | Tempi Parziali | Tempi Parziali | Tempi Parziali | Tempo Finale |
| Pos.    | Atleta              | Nazione     | 1200m          | 2400m          | 3600m          | 4800m          | 6000m          | 7200m          | 8400m          | 9600m          | Tempo Finale |
| ------- | ------------------- | ----------- | -------------- | -------------- | -------------- | -------------- | -------------- | -------------- | -------------- | -------------- | ------------ |
| Oro     | Ivar Ballangrud     | Norvegia    | 2'04"0         | 4'06"0         | 6'11"5         | 8'18"0         | 10'23"0        | 12'27"5        | 14'34"0        | 16'42"0        | 17'24"3      |
| Argento | Birger Wasenius     | Finlandia   | 2'04"0         | 4'06"0         | 6'11"5         | 8'20"0         | 10'25"0        | 12'31"0        | 14'39"0        | 16'47"0        | 17'28"2      |
| Bronzo  | Max Stiepl          | Austria     | 2'07"5         | 4'10"5         | 6'16"5         | 8'23"0         | 10'28"0        | 12'33"5        | 14'40"0        | 16'47"0        | 17'30"0      |
| 4       | Charles Mathiesen   | Norvegia    | 2'06"0         | 4'11"5         | 6'17"0         | 8'25"0         | 10'32"5        | 12'41"0        | 14'49"5        | 16'58"0        | 17'41"2      |
| 5       | Ossi Blomqvist      | Finlandia   | 2'07"5         | 4'11"5         | 6'17"5         | 8'25"0         | 10'32"0        | 12'40"0        | 14'50"0        | 17'00"0        | 17'42"4      |
| 6       | Jan Langedijk       | Paesi Bassi | 2'06"5         | 4'10"0         | 6'17"0         | 8'25"0         | 10'33"0        | 12'43"0        | 14'52"0        | 17'03"0        | 17'43"7      |
| 7       | Antero Ojala        | Finlandia   | 2'05"5         | 4'10"0         | 6'17"0         | 8'24"0         | 10'31"5        | 12'41"0        | 14'52"0        | 17'01"0        | 17'46"6      |
| 8       | Eddie Schroeder     | Stati Uniti | 2'08"5         | 4'15"5         | 6'23"5         | 8'30"0         | 10'38"5        | 12'48"5        | 14'58"0        | 17'08"0        | 17'52"0      |
| 9       | Janusz Kalbarczyk   | Polonia     | 2'05"0         | 4'09"0         | 6'16"5         | 8'25"0         | 10'35"0        | 12'45"5        | 14'57"0        | 17'09"5        | 17'54"0      |
| 10      | Michael Staksrud    | Norvegia    | 2'10"0         | 4'17"0         | 6'26"0         | 8'35"0         | 10'44"0        | 12'51"5        | 15'03"5        | 17'14"0        | 17'56"7      |
| 11      | Karl Wazulek        | Austria     | 2'07"0         | 4'12"0         | 6'18"0         | 8'27"0         | 10'36"0        | 12'49"0        | 15'02"0        | 17'15"0        | 17'57"1      |
| 12      | Willy Sandner       | Germania    | 2'09"0         | 4'15"0         | 6'23"0         | 8'34"0         | 10'44"0        | 12'54"0        | 15'05"0        | 17'18"5        | 18'02"0      |
| 13      | Seien Kin           | Giappone    | 2'06"0         | 4'11"0         | 6'18"0         | 8'27"5         | 10'38"0        | 12'50"0        | 15'04"0        | 17'18"5        | 18'02"7      |
| 14      | László Hídvéghy     | Ungheria    | 2'09"5         | 4'15"0         | 6'23"5         | 8'33"5         | 10'45"0        | 12'55"5        | 15'08"0        | 17'21"0        | 18'04"0      |
| 15      | Heinz Sames         | Germania    | 2'08"0         | 4'14"0         | 6'21"5         | 8'31"5         | 10'43"5        | 12'55"5        | 15'07"5        | 17'21"0        | 18'04"3      |
| 16      | Dolf van der Scheer | Paesi Bassi | 2'10"0         | 4'17"5         | 6'27"0         | 8'37"0         | 10'50"0        | 13'02"0        | 15'13"0        | 17'23"0        | 18'04"9      |
| 17      | Roelof Koops        | Paesi Bassi | 2'08"0         | 4'14"0         | 6'23"0         | 8'35"5         | 10'48"0        | 13'00"0        | 15'12"0        | 17'27"0        | 18'11"5      |
| 18      | Edvard Wangberg     | Norvegia    | 2'04"5         | 4'09"5         | 6'18"0         | 8'30"0         | 10'43"5        | 12'58"0        | 15'14"0        | 17'31"5        | 18'15"8      |
| 19      | Alfons Bērziņš      | Lettonia    | 2'08"5         | 4'15"0         | 6'25"5         | 8'38"0         | 10'54"0        | 13'08"0        | 15'24"5        | 17'40"0        | 18'22"5      |
| 20      | Lou Dijkstra        | Paesi Bassi | 2'08"5         | 4'16"0         | 6'25"5         | 8'38"0         | 10'53"0        | 13'07"5        | 15'23"5        | 17'38"5        | 18'23"6      |
| 21      | Thomas White        | Canada      | 2'17"0         | 4'25"5         | 6'35"0         | 8'49"0         | 11'02"0        | 13'15"0        | 15'28"0        | 17'41"0        | 18'25"3      |
| 22      | Axel Johansson      | Svezia      | 2'12"5         | 4'23"5         | 6'35"0         | 8'48"0         | 11'02"0        | 13'17"0        | 15'35"0        | 17'53"0        | 18'38"2      |
| 23      | Arvids Lejnieks     | Lettonia    | 2'08"0         | 4'18"5         | 6'32"5         | 8'46"0         | 11'00"0        | 13'17"0        | 15'35"0        | 17'55"0        | 18'41"2      |
| 24      | Wilhelm Löwinger    | Austria     | 2'05"5         | 4'12"5         | 6'23"0         | 8'38"0         | 10'59"5        | 13'20"0        | 15'40"0        | 18'00"0        | 18'46"5      |
| 25      | Seitoku Ri          | Giappone    | 2'13"5         | 4'25"5         | 6'40"0         | 8'54"0         | 11'09"5        | 13'26"0        | 15'43"0        | 18'03"0        | 18'50"3      |
| 26      | Yushoku Cho         | Giappone    | 2'13"5         | 4'25"5         | 6'40"5         | 8'53"5         | 11'10"5        | 13'30"0        | 15'49"0        | 18'07"5        | 19'00"1      |
| 27      | Franz Ortner        | Austria     | 2'11"0         | 4'23"5         | 6'39"0         | 8'58"0         | 11'20"0        | 13'43"0        | 16'07"0        | 18'32"0        | 19'19"1      |
| 28      | Charles De Ligne    | Belgio      |                |                |                |                |                |                |                |                | 23'32"9      |
| -       | Aleksander Mitt     | Estonia     | 2'08"0         | 4'18"0         |                |                |                |                |                |                | DNF          |
| -       | Robert Petersen     | Stati Uniti | 2'06"0         | 4'14"0         | 6'24"0         | 8'37"0         | 10'50"0        | 13'06"5        |                |                | DNF          |